# آموزش پزشکی در نروژ

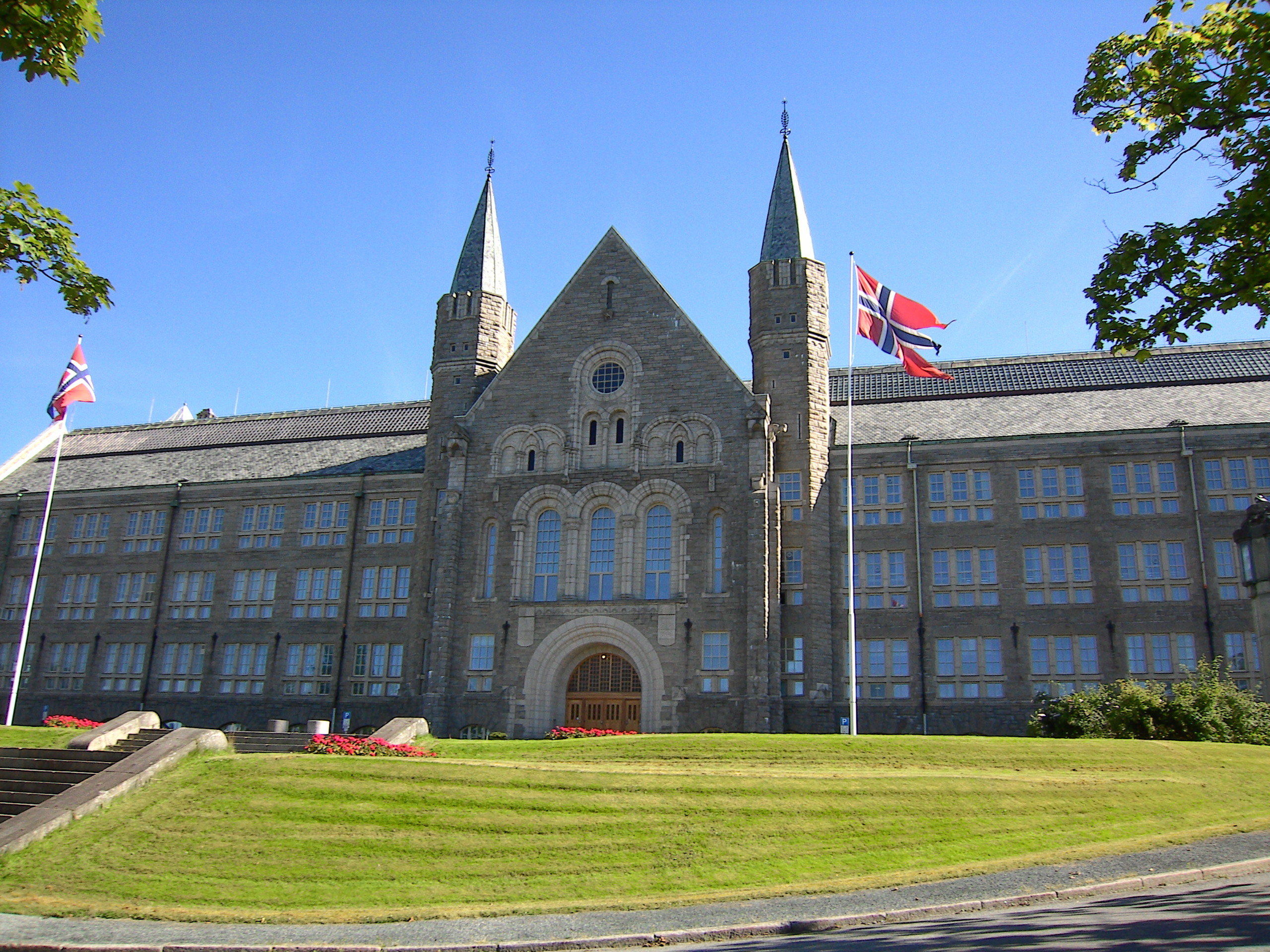
دانشگاه علم و صنعت نروژ، یکی از چهار دانشگاه ارئه دهنده پزشکی

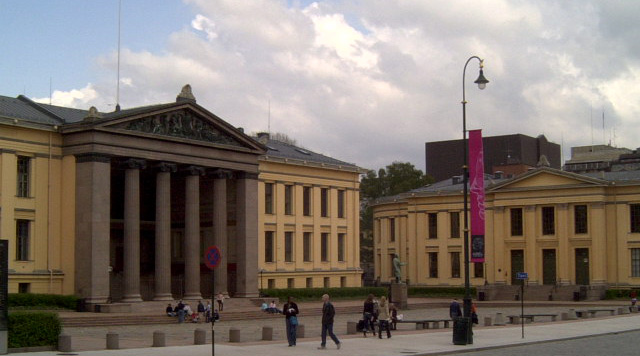
دانشگاه اسلو، یکی از چهار دانشگاه ارئه دهنده پزشکی در نروژ

در نروژ برای تبدیل شدن به یک پزشک حرفه‌ای، آموزش پزشکی توسط چهار دانشگاه بزرگ در نروژ ارائه می‌شود: دانشگاه علم و صنعت نروژ، دانشگاه برگن، دانشگاه اسلو، و دانشگاه ترومسو. آموزش ۶ سال طول می‌کشد و منجر به کسب مدرک cand.med. می‌شود که معادل دکترای پزشکی است. این برنامه شامل خدمات بالینی گسترده است که طیف گسترده‌ای از بیماران را که شامل مراقبت‌های بهداشتی اولیه در شهرداری‌های نروژ و طب اورژانس به منظور مراقبت از بیماران است، پوشش می‌دهد.
به طور سنتی فارغ التحصیلان cand.med. پس از دوره کارآموزی ۱٫۵ ساله به آن‌ها مجوز قانونی برای طبابت اعطا می‌شود. اما به دلیل این که نروژ بخشی از انجمن تجارت آزاد اروپا است، همه پزشکانی که می‌تواند در هر بخشی از اتحادیه اروپا / انجمن تجارت آزاد اروپا طبابت کنند، قادر هستند در نروژ طبابت کنند. این موضوع منجر به این شده است تا مقامات بهداشتی درمانی در نروژ پس از فارغ‌التحصیلی، اجازه طبابت را بدهند تا فارغ التحصیلان نروژی از همان حقوق فارغ التحصیلان خارجی برخوردار باشند. در حال حاضر برنامه کارآموزی بخشی از برنامه آموزش تخصصی است.

## پذیرش
الزامات مورد نیاز برای اخذ پذیرش، اتمام دوره دبیرستان است. الزامات معدل وابسته به تعداد صندلی‌های خالی موجود در برنامه است و به دلیل تعداد بسیار بالا داوطلبان در تمام برنامه‌های پزشکی در نروژ، معدل مورد نیاز در نظر گرفته نسبت به دیگر برنامه‌های مطالعه در نروژ بسیار بالا می‌باشد.